# Frederick Augustus Abel
Pour les articles homonymes, voir Abel (homonymie).
Frederick Augustus Abel, 1er baronnet, (Londres 17 juillet 1827 – Londres 6 septembre 1902) est un chimiste britannique. Ses contributions concernent essentiellement la chimie des explosifs et la balistique intérieure.

## Biographie
Fils du pianiste allemand Johann Leopold Abel, il étudie la chimie à la Royal Polytechnic Institution et, en 1845, est l'un des 26 étudiants d’A. W. von Hofmann au Royal College of Chemistry. En 1852 il prit la succession de Michael Faraday comme maître de conférences de chimie à l’Académie royale militaire de Woolwich.
De 1854 à 1888, Abel exerce comme chimiste des explosifs au Chemical Establishment du Royal Arsenal à Woolwich, et devient l'expert national en ce domaine. Trois ans plus tard, il est nommé chimiste au Département de la Guerre comme expert chimiste auprès du gouvernement, poste qu'il détient jusqu'en 1888.
Il étudie avec Sir Andrew Noble, les explosifs et trouve le traitement qui permet de rendre stables les nitrocellulose. On lui doit le principe de la détermination des points d'éclair, ainsi qu'un appareil pour cette détermination. Il est l'auteur de Gun cotton, 1866, The Modern History of gun-powder 1866.

## Distinctions
- Knight Bachelor

## Œuvres
- Handbook of Chemistry (avec C. L. Bloxam)
- The Modern History of Gunpowder (1866)[3]
- Gun-cotton (1866)[3]
- On Explosive Agents (1872)[3]
- Researches in Explosives (1875)[3]
- (en) Mining accidents and their prevention, New York, Scientific publishing company, 1889 (lire en ligne)
- Electricity applied to Explosive Purposes (1898)[3]

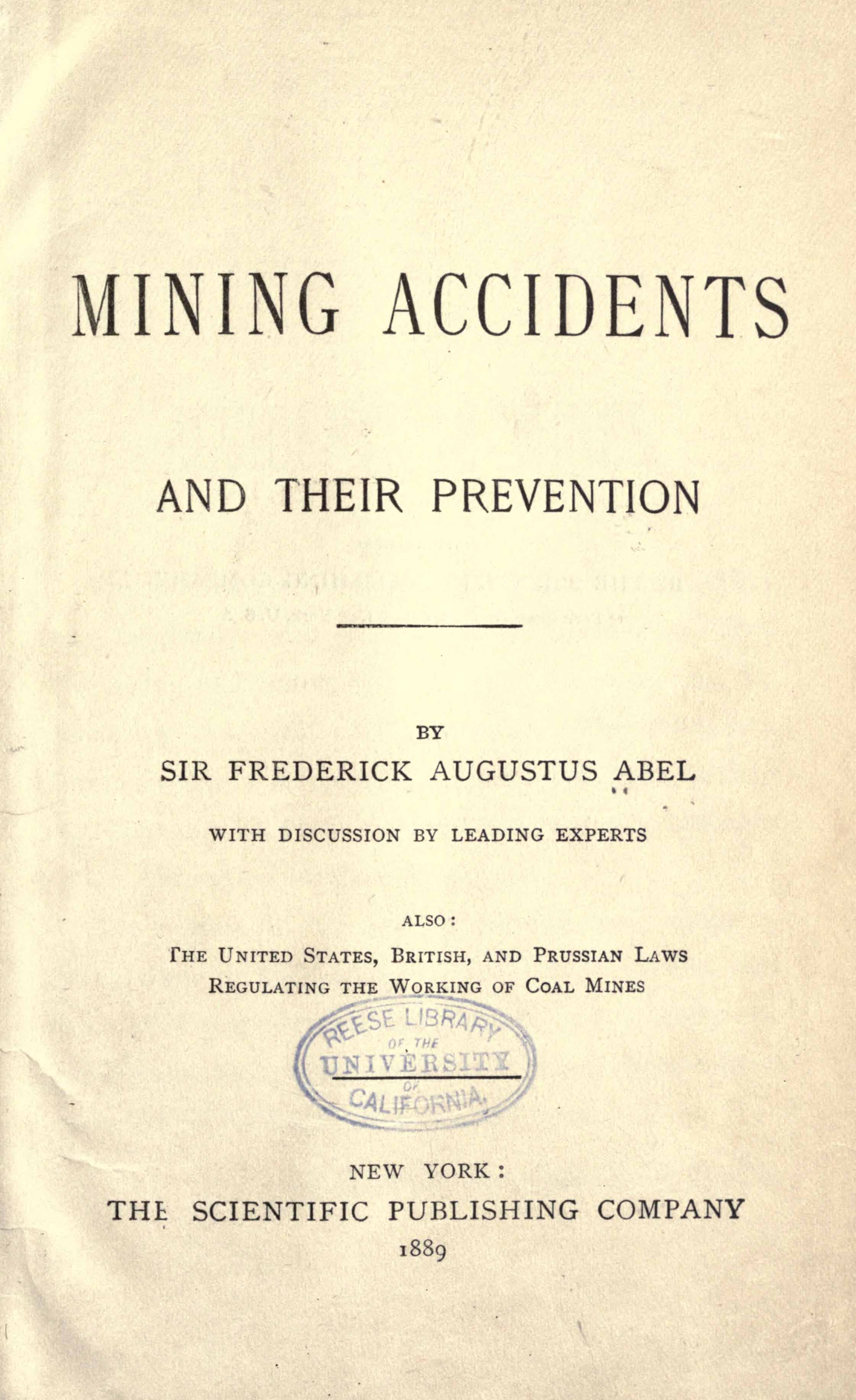
Mining accidents and their prevention, 1889